# Need for Speed: Undercover
Need for Speed: Undercover è il dodicesimo capitolo della saga di videogiochi di guida Need for Speed. È sviluppato da EA Black Box e pubblicato da Electronic Arts nel 2008 per Windows e numerose console.
Il punto forte del gioco torna a essere l'illegalità delle corse clandestine su strada, dopo la parentesi avutasi con Need for Speed: ProStreet, che proponeva corse legalizzate nel deserto e su circuito in varie parti del mondo, invece che nelle strade cittadine. La fascia d'età PEGI del gioco è consigliata per un'età superiore ai 12 anni, poiché il gioco ha contenuto volgare.

## Trama
Il protagonista del gioco è un poliziotto di una città fittizia chiamata Tri-City Bay, cui viene affidato l'incarico di infiltrarsi in una banda di street racers che esercita traffico illegale di macchine sportive.
Egli è in contatto diretto con l'agente Chase Linh (interpretata da Maggie Q), membro della polizia federale, e con il luogotenente Jack M. Keller (interpretato da Paul Pape). Sarà messo alla prova dai componenti della banda mediante gare, furti di veicoli da concessionarie, casinò e parcheggi di alberghi.
La polizia della città, non sapendo dell'azione sotto copertura, dà filo da torcere al protagonista: il gioco infatti, si apre con una scena di inseguimento che vede una Lamborghini Gallardo verde per PlayStation 2 e Wii (una Nissan 370Z rossa nel gioco per PC, per PlayStation 3 e Xbox 360) guidata dal giocatore, fuggire da alcune volanti della polizia.
Il personaggio interpretato dal giocatore procede così ad un lavoro sotto copertura per trovare prove sufficienti ad incastrare i membri della gang.
Dopo aver vinto alcune gare nella zona di Palm harbor, il protagonista parteciperà a una corsa a cui prenderanno parte alcuni piloti importanti. Al termine della gara, incontrerà Hector Maio (interpretato da Kurt Caceres), il capo di una piccola banda di ladri d'auto, e suo fratello Zach (interpretato da Joshua Alba). Dopo la vincita di gare successive, Zach chiamerà il protagonista per una sfida in autostrada, tuttavia egli avrà la peggio e deciderà di affidare alcuni compiti al protagonista, facendogli rubare delle auto per conto della banda. Nonostante tutto, Hector ancora non si fida e sfida il protagonista in una gara di furti d'auto (dopo la vincita della sfida, si potrà ottenere il libretto di circolazione di una delle due auto rubate).
Avendo ormai prove sufficienti Chase ordinerà al poliziotto di mettere fuori gioco Zach e Hector, lasciando libera Carmen (interpretata da Christina Milian), una ragazza che correva con Hector. L'improvvisa sparizione dei due desta molti sospetti, ma l'abilità di guida del protagonista attirerà l'attenzione di Rose Largo (interpretata da Heather Fox), donna misteriosa coinvolta in un gruppo di contrabbandieri. Dopo una gara coi membri di quest'ultima, il protagonista conoscerà gli altri due membri principali della banda, G-Mac (interpretato da David Rees Snell), un ex poliziotto cacciato per via dei suoi comportamenti violenti e Nikkel Rogers (interpretato da Lawrence B.Adisa), un uomo molto aggressivo e molto geloso del protagonista. Dopo alcuni lavori, G-Mac sospetterà del protagonista, credendo che sia un poliziotto, e per convincersi del contrario, gli farà rubare una volante della polizia e altre auto. Nel frattempo Chase verrà contattata da Chau Wu (interpretato da Jack Yang), un contrabbandiere cinese che parlerà di "un oggetto misterioso", che diventerà alla base delle future indagini del protagonista. Poco tempo dopo G-Mac avrà per le mani un gigantesco affare, affiderà infatti al protagonista il compito di rubare alcune delle auto più potenti e costose al mondo. A compito riuscito, G-Mac farà scegliere al protagonista una delle auto rubate come riconoscimento.
Chase è ormai pronta a fermare la banda ma G-Mac si renderà conto che Chau Wu sta ostacolando I suoi traffici, e per incastrarlo manderà il protagonista a rubare la sua auto e a usarla per causare danni in città attirando l'attenzione della polizia, che sospetterà subito di Chau Wu, vedendo la sua auto. Dopo questo evento, Wu chiamerà il protagonista, dicendo di volere "l'auto", difatti Carmen, che era stata inoltre precedentemente aggredita da alcuni uomini misteriosi e salvata dal protagonista, svelerà a quest'ultimo che Zach aveva rubato un'auto senza parlarne a Hector, e che ciò poteva essere causa del precedente attacco alla ragazza stessa. Dopo l'eliminazione di Rose e G-Mac, il protagonista raggiungerà Carmen a Palm harbor, che gli chiederà di liberarsi dell'auto. Allora il protagonista (dopo che Wu l'avrà chiamato per dirgli che aveva rapito Chase), porterà la macchina al punto d'incontro dopo la consegna dell'auto Wu lascerà Chase, che gli svelerà di averlo usato tutta la missione solo allo scopo di ottenere l'oggetto, contenuto all'interno della misteriosa auto, in più, per prendersi tutto il bottino, ucciderà Wu, per poi scappare con la sua auto. Allora il protagonista si troverà costretto a scappare dalla polizia che nel frattempo aveva localizzato l'auto. Durante la fuga però lo contatterà Kessler, che gli dirà che è perfettamente a conoscenza della sua innocenza e che lo aiuterà a provarla. Allora dopo aver seminato I poliziotti partirà all'inseguimento di Chase, inseguito da alcuni agenti di polizia, ma una volta danneggiata la sua auto, Kesser richiamerà I suoi uomini, lasciando il protagonista libero di agire, finché non distruggerà l'auto. Chase verrà catturata e si scoprirà che il famigerato oggetto era un telefono collegato a un conto bancario che Chase avrebbe dovuto svuotare. Infine Kessler congederà il protagonista, svelandogli che un tempo anche lui era un agente infiltrato ed è a piena conoscenza della difficoltà di un agente infiltrato, arrivando al punto di non capire più da che parte stai veramente.
Nell'epilogo Carmen svela al protagonista di essere una studentessa di medicina e gli chiede di accompagnarla all'università.

## Modalità di gioco

### La città
Il teatro delle corse clandestine di NFS: Undercover è la città di Tri-City Bay. È articolata in quattro zone: Palm Harbor, Port Crescent, Gold Coast Mountains e Sunset Hills, e conta 175 km di strade percorribili. Quello di Tri-City Bay è lo scenario più ampio che EA abbia mai progettato per i videogiochi della serie Need for Speed, dopo quello di Need for Speed: World.

### Gli eventi
NFS: Undercover introduce alcune nuove tipologie di eventi, che si aggiungono a quelle già presenti nei precedenti capitoli della serie. Abbiamo:
- Sprint: corsa da un punto ad un altro.
- Circuito: corsa per un certo numero di giri in un tracciato.
- Checkpoint: corsa contro il tempo da un punto all'altro.
- Dominio: corsa in cui bisogna superare un avversario fino allo scadere del tempo o distanziarlo sufficientemente.
- Battaglia in autostrada: corsa in cui bisogna superare un avversario in autostrada fino allo scadere del tempo o distanziarlo sufficientemente, evitando di urtare i camion.
- Lavoro: bisogna portare auto rubate in un punto senza farsi sorprendere dalla polizia o distruggere la macchina.
- Danni totali: bisogna fare un certo ammontare di danni durante un inseguimento.
- Fuga: bisogna cercare di scappare in tempo dalla polizia.
- Eliminazione poliziotto: bisogna eliminare un certo numero di volanti di polizia.

### Le abilità
NFS: Undercover prevede un sistema di abilità che migliorano le prestazioni dell'auto, i guadagni ottenuti con le corse, gli sconti dei concessionari e i Punti Zona aggiuntivi per ogni manovra eroica. Eccone una lista:
- Motore
- Trasmissione
- N2O
- Turbocompressore
- Sospensioni
- Freni
- Pneumatici
- Bonus sui guadagni
- Sconto sui pezzi
- Bonus zona

Le abilità sono conseguibili in due modi: dominando le corse (per "dominare le corse" s'intente concludere l'evento prima di una certa soglia di tempo prestabilita) e aumentando il proprio Livello Pilota. Il Livello Pilota si aumenta completando gare e lavori, e sta ad indicare l'esperienza e la notorietà che il pilota ha accumulato. Il massimo Livello Pilota raggiungibile è 18.

### Gli inseguimenti
Il sistema di inseguimenti di NFS: Undercover è decisamente meno elaborato dei precedenti capitoli della serie; non è previsto il conseguimento di pietre miliari, ma è imperniato sul superamento di singole sfide. Gli obiettivi sono tre: eliminazione poliziotto (eliminare un certo numero di auto della polizia), fuga (riuscire ad evadere un inseguimento), danni totali (causare un certo ammontare di danni). Le auto a disposizione della polizia statale e federale sono:
- Polizia locale:
  - Volante (Ford Crown Victoria)
- Polizia statale:
  - Ford Mustang GT
  - Nissan GT-R
- Polizia federale (FBI):
- SUV Rhino
- Porsche 911 Turbo

Nella PS2 e PSP, nel Nintendo DS e Wii, le auto cambiano; alcune sono solo per le consolle fisse, alcune solo per quelle portatili, ma in generale sono diverse dalle consolle di settima generazione:
- Polizia locale
  - Volante (Ford Crown Victoria) (solo PS2 e Wii)
  - Dodge Charger SRT8 (solo DS e PSP)
- Polizia statale
  - Ford Mustang GT
  - BMW M3 E92 (solo DS e PSP)
  - Lamborghini Gallardo (solo PS2 e Wii)
- Polizia federale(FBI):
  - Porsche 911 GT2
  - Dodge Viper SRT10 (solo PS2 e Wii e solo nella Challenge Mode)

Peraltro, nelle consolle di sesta generazione (le ultime citate), nelle missioni nelle quali vanno eliminati i leader si gioca la polizia, e useremo perciò le auto delle forze dell'ordine sopracitate.

### Il parco macchine
NFS: Undercover conta ben 64 veicoli, suddivisi in tre categorie. Così come nei precedenti episodi della serie, sono presenti svariati tipi di veicoli: dalle supercar italiane (non mancano le onnipresenti Lamborghini Murcièlago e Gallardo, oltre alle inedite Pagani Zonda e Bugatti Veyron) alle muscle car americane, passando per le supersportive giapponesi (Mazda RX-8, Toyota Supra, Mitsubishi Lancer EVO) e le europee (Aston Martin DB9, BMW M3, Mercedes SLR McLaren ma anche modelli meno appariscenti come Volkswagen Scirocco e Golf R32, e la Renault Mégane III).

## Accoglienza
La rivista Play Generation lo classificò come il quinto miglior gioco di guida del 2008.

## Promozione
EA aveva registrato il dominio "whichroadtotake.com" caricandovi una sorta di enigma. L'enigma riguarda un video di sorveglianza contenente un poliziotto e un presunto criminale da lui arrestato. È necessario cliccare gli elementi del filmato in un ordine preciso, per visionare i filmati del gioco.

## In-game advertising
Al pari di altri titoli targati EA, il software di NFS: Undercover incorpora al proprio interno una tecnologia sviluppata da IGA Worldwide Inc. (in seguito denominata IGA, acronimo di In-game advertising) il cui obiettivo è recapitare annunci pubblicitari all'interno del gioco, tramite connessione internet. Il risultato è che, percorrendo le strade di Tri-city Bay, può capitare di imbattersi in veri e propri cartelloni pubblicitari recanti consigli d'acquisto. Nella versione italiana del gioco, è presente un cartellone pubblicitario dell'auto Alfa Romeo MiTo.